# Director of National Intelligence
Der Director of National Intelligence (DNI; deutsch Direktor der nationalen Nachrichtendienste) ist ein hochrangiger Regierungsbeamter der Vereinigten Staaten von Amerika. Er ist der Direktor der Intelligence Community, eines Zusammenschlusses der 18 US-amerikanischen Nachrichtendienste.
Der damalige Präsident Ronald Reagan verfügte die Bildung dieser Intelligence Community am 4. Dezember 1981 durch einen Erlass, die Executive Order 12333.
Das Office of the Director of National Intelligence (ODNI) berichtet an und unterstützt den DNI mit eigenen Diensten.

## Geschichte
Der Posten des Directors of National Intelligence wurde 2004 aufgrund der Empfehlungen des 9/11 Commission Reports beschlossen und im November 2004 im Intelligence Reform and Terrorism Prevention Act of 2004 eingeführt.

### Director of Central Intelligence
Bis zum Intelligence Reform and Terrorism Prevention Act war der Director of Central Intelligence (DCI) sowohl administrativer Leiter der Central Intelligence Agency als auch Koordinator für die damals 16 US-Nachrichtendienste.

### Aufsplitterung des Amtes in D/CIA und DNI
Infolge des Terroranschlags vom 11. September 2001 ("9/11") hat das Untersuchungsgremium, die "9/11-Commission", empfohlen, das Amt des Director of Central Intelligence in die Ämter des Director of the Central Intelligence Agency (D/CIA) und des Director of National Intelligence (DNI) zu spalten. Präsident George W. Bush setzte dies mit dem Intelligence Reform and Terrorism Prevention Act durch und schuf somit die Ämter des Director of National Intelligence (DNI) sowie des Director of the Central Intelligence Agency.

### Executive Order 13470
Am 30. Juli 2008 erließ Präsident Bush die Executive Order 13470 als Ergänzung der Executive Order 12333, um die Rolle des DNI weiter zu festigen und dessen Kompetenzen zu erweitern.

### Weitere Entwicklung
Mit der Amtseinführung von Präsident Joe Biden wurde die Position des DNI auf Kabinettsebene angehoben. Der DNI nimmt an allen Kabinettssitzungen teil und arbeitet mit dem Exekutivbüro des Präsidenten und anderen Kabinettssekretären zusammen.

## Betroffene Dienste
Der DNI koordiniert die 16 einzelnen US-amerikanischen Nachrichtendienste. Diese sind:
- Central Intelligence Agency (CIA)
- im Department of Defense:
  - Defense Intelligence Agency (DIA)
    - US Army Intelligence (USAI)
    - Office of Naval Intelligence (ONI)
    - Air Force Intelligence, Surveillance and Reconnaissance Agency (Air Force ISR Agency)
    - US Marine Corps Intelligence Activity (MCIA)

  - National Security Agency (NSA)
  - National Reconnaissance Office (NRO)
  - National Geospatial-Intelligence Agency (NGA)
- im Department of Justice:
  - Federal Bureau of Investigation (FBI)
  - Drug Enforcement Administration (DEA)
- im Department of Homeland Security:
  - United States Coast Guard Intelligence (CGI)
  - Office of Intelligence and Analysis (OIA)
- im Department of State:
  - Bureau of Intelligence and Research (INR)
- im Department of Energy:
  - Office of Intelligence and Counterintelligence (OICI)
- im Department of the Treasury:
  - Office of Intelligence and Analysis (OIA)

Der DNI soll die Arbeit der verschiedenen Elemente der Intelligence Community koordinieren und integrieren. Außerdem berät er den Präsidenten sowie den Nationalen Sicherheitsrat der USA in nachrichtendienstlichen Angelegenheiten und ist verantwortlich für die Zusammenstellung des President’s Daily Brief. Ihm stehen indes keine Befugnisse auf der Ebene der 16 Nachrichtendienste zu.
In der Eigendarstellung der Intelligence Community wird das Office of the Director of National Intelligence als 17. Nachrichtendienst geführt.

## Leitungsstab
Dem Director of National Intelligence steht ein großer Apparat an Assistenten und Stellvertretern zur Seite.
| Principal Deputy Director of National Intelligence                                             | vakant            |
| Principal Executive                                                                            | Andrew P. Hallman |
| Chief Operating Officer                                                                        | Deirdre Walsh     |
| Deputy Director of National Intelligence for Enterprise Capacity                               | Kevin Meiners     |
| Deputy Director of National Intelligence for Mission Integration                               | Beth Sanner       |
| Deputy Director of National Intelligence for National Security                                 | Karen Gibson      |
| Deputy Director of National Intelligence for Strategy & Engagement                             | Corin Stone       |
| Director of the Intelligence Staff/ Chief Management Officer                                   | Mark Ewing        |
| Intelligence Community Inspector General                                                       | Michael Atkinson  |
| Assistant Director of National Intelligence and Intelligence Community Chief Financial Officer | Trey Treadwell    |
| Associate Director of National Intelligence and Chief Information Officer                      | John Sherman      |
| Assistant Director of National Intelligence for Policy and Strategy                            | James Smith       |
| Assistant Director of National Intelligence for Human Capital                                  | Sherry Van Sloun  |
| Assistant Deputy of National Intelligence for Acquisition, Procurement and Facilities          | Roy Pettis        |

## Bisherige DNIs
| Name                   | Name                            | Amtszeit                           | unter Präsident |
| ---------------------- | ------------------------------- | ---------------------------------- | --------------- |
| John Negroponte        | John Negroponte                 | 21. April 2005 – 13. Februar 2007  | George W. Bush  |
| John Michael McConnell | Mike McConnell                  | 13. Februar 2007 – 27. Januar 2009 | George W. Bush  |
| Dennis C. Blair        | Dennis C. Blair                 | 29. Januar 2009 – 28. Mai 2010     | Barack Obama    |
| David C. Gompert       | David C. Gompert                | 28. Mai 2010 – 5. August 2010      | Barack Obama    |
| James R. Clapper       | James R. Clapper                | 5. August 2010 – 20. Januar 2017   | Barack Obama    |
|                        | Michael Dempsey (kommissarisch) | 20. Januar 2017 – 16. März 2017    | Donald Trump    |
| Dan Coats              | Dan Coats                       | 16. März 2017 – 15. August 2019    | Donald Trump    |
|                        | Joseph Maguire (kommissarisch)  | 16. August 2019 – 21. Februar 2020 | Donald Trump    |
|                        | Richard Grenell (kommissarisch) | 21. Februar 2020 – 26. Mai 2020    | Donald Trump    |
|                        | John Ratcliffe                  | 26. Mai 2020 – 20. Januar 2021     | Donald Trump    |
|                        | Lora Shiao (kommissarisch)      | 20. Januar 2021                    | Joe Biden       |
|                        | Avril Haines                    | 21. Januar 2021 – 20. Januar 2025  | Joe Biden       |
|                        | Stacey Dixon (kommissarisch)    | 20. Januar 2025 – 25. Januar 2025  | Donald Trump    |
|                        | Lora Shiao (kommissarisch)      | 25. Januar 2025 – 12. Februar 2025 | Donald Trump    |
| Tulsi Gabbard (2024)   | Tulsi Gabbard                   | seit 12. Februar 2025              | Donald Trump    |

## Office of the Director of National Intelligence
Das Office of the Director of National Intelligence (ODNI) berichtet und unterstützt das DNI mit eigenen Diensten.
Das ODNI ist in vier Direktionen unterteilt:
- Enterprise Capacity Directorate
- Mission Integration Directorate
  - National Intelligence Council (NIC)
- National Security Partnerships Directorate
- Strategy & Engagement Directorate
  - Intelligence Advanced Research Projects Activity

Des Weiteren unterliegen der ODNI vier Operationszentren:
- Cyber Threat Intelligence Integration Center (CTIIC)[12]
- National Counterproliferation Center (NCPC)
- National Counterterrorism Center (NCTC)
- National Counterintelligence and Security Center (NCSC)